# Stictoleptura erythroptera
Stictoleptura erythroptera är en skalbaggsart som först beskrevs av Hagenbach 1822.  Stictoleptura erythroptera ingår i släktet Stictoleptura och familjen långhorningar.
Artens utbredningsområde är:
- Frankrike.
- Iran.

Inga underarter finns listade i Catalogue of Life.